# Rőthomlokú szalagostimália
A rőthomlokú szalagostimália (Actinodura egertoni) a madarak osztályának verébalakúak (Passeriformes) rendjébe és a Leiothrichidae családjába tartozó faj.

## Rendszerezése
A fajt John Gould angol ornitológus írta le 1836-ban.

## Alfajai
- Actinodura egertoni egertoni Gould, 1836
- Actinodura egertoni khasiana Godwin-Austen, 1876
- Actinodura egertoni lewisi Ripley, 1948
- Actinodura egertoni ripponi Ogilvie-Grant & La Touche, 1907[2]

## Előfordulása
Dél- és Délkelet-Ázsiában, Bhután, Kína, India, Mianmar és Nepál területén honos. Természetes élőhelyei a szubtrópusi vagy trópusi síkvidéki és hegyi esőerdők, valamint  magaslati cserjések. Állandó, nem vonuló faj.

## Megjelenése
Testhossza 24 centiméter, testtömege 33-38 gramm.
|  |

## Életmódja
Rovarokkal és bogyókkal táplálkozik.

## Természetvédelmi helyzete
Az elterjedési területe nagyon nagy, egyedszáma pedig ismeretlen. A Természetvédelmi Világszövetség Vörös listáján nem fenyegetett fajként szerepel.